# 桂雀喜
桂 雀喜（かつら じゃっき、1969年5月7日 - ）は大阪府茨木市出身の落語家。本名∶長坂 堅太郎。
所属事務所は米朝事務所。上方落語協会会員（2008年12月師匠雀三郎協会復帰に伴い入会）。出囃子は『昭和拳』。

## 来歴
大阪府立千里高等学校卒業後、同志社大学へ進学。大学生時代に3代目桂春蝶の家庭教師をしていた。またサークルはハンドボール同好会所属、卒業論文で関西と東京の笑いの違いについて論文を書いたことで落語に興味を持つ。大学卒業後、桂米朝への弟子入り志願で自宅を訪れたが米朝はすでに弟子をとらない方針だったために断られ仕方なく2か月のサラリーマン生活を経たのち退社し、再び米朝宅に訪れたところ、孫弟子の桂雀三郎を紹介され、1993年8月26日に雀三郎に1番弟子として入門。同年10月、「100%無添加雀三郎」にて初舞台。
2004年、桂こごろう（現・南天）との漫才コンビ「ねこまんま」を結成。
偶数月に古典落語中心の「ジャッキー7」を摂津市正雀で、奇数月に新作落語中心の「客寄席熊猫」を大阪市北区天神橋で、定期的な落語会として開催している。
また、「ジャッキー7 in Tokyo」を東京都渋谷区渋谷1丁目で、年に数回開催している。
太極拳を特技とする。

## CD
- 東芝EMI　シングル「ヨーデル食べ放題」 （特別出演）